# Dupleix (cruzador de 1930)
O Dupleix foi um cruzador pesado operado pela Marinha Nacional Francesa e a quarta e última embarcação da Classe Suffren, depois do Suffren, Colbert e Foch. Sua construção começou em novembro de 1929 no Arsenal de Brest e foi lançado ao mar em outubro do ano seguinte, sendo comissionado na frota francesa em novembro de 1933. Era armado com uma bateria principal composta por oito canhões de 203 milímetros montados em quatro torres de artilharia duplas, tinha um deslocamento carregado de treze mil toneladas e alcançava uma velocidade máxima de 32 nós.
O Dupleix serviu durante toda a sua carreira em tempos de paz no Mar Mediterrâneo junto com seus irmãos. A Segunda Guerra Mundial começou em 1939 e o navio foi colocado primeiro para caçar corsários alemães no Oceano Atlântico e então participou de uma ação de bombardeio contra o litoral italiano. A França foi derrotada no final junho de 1940 e o cruzador permaneceu atracado em Toulon até novembro de 1942, quando foi deliberadamente afundado para não ser tomado pelos alemães. Seus destroços foram reflutuados pelos italianos em 1943 e desmontados em 1951.